# Бжуханські (герб)
Бжуханські – шляхетський герб, різновид герба Побуг.

## Опис герба
У блакитному полі срібні підкова з половиною стріли в стовп на плечі. Над шоломом в короні в клейноді три пера страуса. Намет блакитний, підбитий сріблом.
Герб вживається в двох варіантах: згідно Бонецького, на гербі Бжуханських пів стріли з наконечником, за Хжонським і Гайлем, на гербі пів стріли з оперенням.

## Роди
Бжуханські (Brzuchański).

### Відомі носії
- Бжуханські Єронім, стольник оршанський, і Стефан, підсудок слонімський, виборці короля від Новогрудського воєводства 1669 року.
- Бжуханський Александер, очільник Білоцерківського полку реєстрових козаків в битві під Жовтими Водами (1648). Відбувши в посольстві до Тугай-Бея, був взятий у неволю разом з Стефаном Чарнецьким та Габріелем Войниловичем.

## Дивись також
- Побуг.